# 乃慧芳
乃慧芳（1969年2月26日—）是臺灣田徑運動員，擅長跳遠及三級跳遠，是台灣男子三級跳遠（16.65m）全國紀錄保持人。他曾獲得1989年亞洲田徑錦標賽男子跳遠金牌（8.07公尺）及男子三級跳銅牌（16.65公尺）、1991年亞洲田徑錦標賽男子跳遠銅牌（7.85公尺）、1993年亞洲田徑錦標賽男子跳遠銅牌（8.08公尺）。
乃慧芳在1996年夏季奧運曾參加跳遠項目，以7.91公尺獲得第17名。

## 外部連結
- 乃慧芳在国际奥林匹克委员会的资料
- 乃慧芳在的頁面
- 臺灣長跑競技網（页面存档备份，存于）
- 中華民國田徑協會